# 保立道久
保立 道久（ほたて みちひさ、1948年〈昭和23年〉11月28日- ）は、日本の歴史学者。東京大学史料編纂所名誉教授。専攻は日本中世史。

## 経歴
東京都出身。1973年国際基督教大学卒業。1975年東京都立大学 (1949-2011)大学院人文科学研究科修士課程修了。1976年に東京大学史料編纂所助手、1987年同助教授、1995年同教授。2005年から2007年まで同所長をつとめる。2013年定年退任。
歴史資料の電子化・データベース化に早くから取り組んできたことで知られており、その取り組みの成果は、東京大学史料編纂所で古文書フルテキストデータベースとして公開されている。
「九条科学者の会」呼びかけ人を務めている。

## 著書

### 単著
- 『中世の愛と従属 絵巻の中の肉体』平凡社〈イメージ・リーディング叢書〉、1986年12月。ISBN 9784582284560。
- 『平安王朝』岩波書店〈岩波新書〉、1996年11月。ISBN 9784004304692。
- 『物語の中世 神話・説話・民話の歴史学』東京大学出版会、1998年11月。ISBN 9784130201193。
  - 『物語の中世 神話・説話・民話の歴史学』講談社〈講談社学術文庫〉、2013年10月。ISBN 9784062921992。
- 『中世の女の一生』洋泉社、1999年10月。ISBN 9784896914191。
  - 『中世の女の一生 貴族・領主・百姓・下人の女たちの運命と人生』（新装版）洋泉社、2010年8月。ISBN 9784862486103。
- 『日本の歴史〈3〉平安時代』岩波書店〈岩波ジュニア新書〉、1999年11月。ISBN 9784005003334。
- 『黄金国家 東アジアと平安日本』青木書店〈シリーズ民族を問う〉、2004年1月。ISBN 9784250204005。
- 『歴史学をみつめ直す 封建制概念の放棄』校倉書房、2004年6月。ISBN 9784751735404。
- 『義経の登場 王権論の視座から』日本放送出版協会〈NHKブックス〉、2004年12月。ISBN 9784140910207。
- 『かぐや姫と王権神話 『竹取物語』・天皇・火山神話』洋泉社〈歴史新書y〉、2010年8月。ISBN 9784862486004。
- 『歴史のなかの大地動乱 奈良・平安の地震と天皇』岩波書店〈岩波新書〉、2012年8月。ISBN 9784004313816。
- 『中世の国土高権と天皇・武家』校倉書房〈歴史科学叢書〉、2015年8月。ISBN 9784751746400。
- 『日本史学』人文書院〈ブックガイドシリーズ基本の30冊〉、2015年9月。ISBN 9784409001127。

### 解説
- 『竹取物語絵巻 チェスター・ビーティー・ライブラリィ所蔵』小嶋菜温子・渡辺雅子・保立道久解説、チェスター・ビーティー・ライブラリィ監訳、勉誠出版〈甦る絵巻・絵本〉、2008年7月。ISBN 9784585003335。

### 監修
- 『津波、噴火…日本列島地震の2000年史』保立道久・成田龍一監修、朝日新聞出版、2013年2月。ISBN 9784023311701。

### 訳・解説
- 『現代語訳 老子』筑摩書房〈ちくま新書〉、2018年8月。ISBN 9784480071453。

### 共編
- 野村伸一・竹内光浩・保立道久 編『能楽の源流を東アジアに問う 多田富雄『望恨歌』から世阿弥以前へ』風響社、2021年12月。ISBN 9784894893177。

## 論文
- 保立道久